# Затока Десенка (станція метро)
50°28′30.00″ пн. ш. 30°33′34.7″ сх. д. / 50.4750000° пн. ш. 30.559639° сх. д.
«Зато́ка Десе́нка» — перспективна станція Подільсько-Вигурівській лінії Київського метрополітену, що буде розташована між станціями «Труханів острів» та «Райдужна». Станція споруджена в основних і огороджувальних конструкціях на нижньому ярусі естакади Подільського мостового переходу. Після добудови і відкриття матиме вихід на територію урочища Горбачиха між протокою Десенка і захисною дамбою Русанівських садів.
Згідно з Генеральним планом міста Києва, «Затока Десенка» входить до другої черги будівництва Подільсько-Вигурівської лінії та має бути збудована до 2040 року.

## Конструкція
Станція перспективна, споруджується в основних та огороджувальних конструкціях. У перший період буде експлуатуватися як протипожежна платформа. За конструкцією аналогічна станціям «Суднобудівна» та «Труханів острів». Крита колонна станція буде розміщена на нижньому ярусі естакади, матиме один вихід. Платформа станції у перспективі буде сполучатися з наземним вестибюлем чотирма стрічками ескалатора висотою підйому 9,2 м. Перегін між станціями «Затока Десенка» і «Райдужна» запроєктований перехідним з надземного на естакаді розташування лінії на мілке закладення. Довжина перегону становитиме 1240 м.